# Calamba (Misamis Occidental)
Calamba è una municipalità di terza classe delle Filippine, situata nella Provincia di Misamis Occidental, nella Regione del Mindanao Settentrionale.
Calamba è formata da 19 baranggay:
- Bonifacio
- Bunawan
- Calaran
- Dapacan Alto
- Dapacan Bajo
- Don Bernardo Neri Pob. (Tres de Mayo)
- Langub
- Libertad
- Magcamiguing
- Mamalad
- Mauswagon
- Northern Poblacion
- Salvador
- San Isidro (San Isidro-San Pedro)
- Siloy
- Singalat
- Solinog
- Southwestern Poblacion
- Sulipat